# The Scooby-Doo/Scrappy-Doo/Puppy Hour
The Scooby-Doo/Scrappy-Doo/Puppy Hour è una serie di cartoni animati prodotti da Hanna-Barbera, con alcuni dei personaggi di Scooby-Doo. In Italia è stata trasmessa dalla RAI.
Basata sui personaggi di Scooby-Doo, è la seconda serie senza la presenza di Fred, Daphne e Velma, ed è la seconda a contenere episodi di 7 minuti. 
La serie viene divisa in due serie differenti: Scooby e Scrappy Doo(Da non confondersi con la serie formata da episodi di 20 minuti Scooby e Scrappy-Doo) e Scrappy e Yabba Doo.

## Trama
La serie narra le avventure di un adolescente, un Gran Danese parlante e suo nipote che vagano in tutta America cacciandosi sempre nei guai o incontrandosi faccia a faccia con mostri terrificanti. In alcuni episodi vengono narrate le avventure del Danese Yabba Doo, cugino di Scooby, che con l'aiuto di Scrappy Doo e Dusty va alla caccia di criminali nel Far West.

## Personaggi
-Scooby e Scrappy Doo:
- Scoobert "Scooby" Doo: è un Gran Danese parlante, fifone e sempre affamato. Il suo migliore amico è Shaggy.
- Norville "Shaggy" Rogers: è un ragazzo alto e snello con capelli castani e indossa sempre una maglietta verde e pantaloni rossi. Come il suo partner Scooby, ama mangiare ma è molto fifone.
- Scrappy Doo: è un piccolo Gran Danese, nipote di Scooby. Al contrario dello zio, Scrappy, è molto coraggioso e tende ad affrontare i mostri alzando i pugni e recitando la frase "Potere ai piccoli!".
- Mystery Machine: furgoncino che accompagna i ragazzi in ogni loro avventura.

-Scrappy e Yabba Doo:
- Yabba Doo: è un Gran Danese parlante, cugino di Scooby e zio di Scrappy. Al contrario di Scooby è molto coraggioso e farebbe di tutto per proteggere il suo paese.
- Scrappy Doo: è un piccolo Gran Danese, nipote di Scooby. Al contrario dello zio, Scrappy, è molto coraggioso e tende ad affrontare i mostri alzando i pugni e recitando la frase "Potere ai piccoli!".
- Dusty: è un ragazzo giovane e goffo, sceriffo di Tumblewwed. Ha spesso bisogno del suo cane Yabba Doo per proteggere la città dai criminali.

## Doppiaggio
| Personaggio   | Doppiatore Originale | Doppiatore Italiano | Doppiatore Italiano |
| Personaggio   | Doppiatore Originale | 1º doppiaggio       | 2º doppiaggio       |
| ------------- | -------------------- | ------------------- | ------------------- |
| Scooby Doo    | Don Messick          | Enzo Consoli        | Roberto Gammino     |
| Shaggy Rogers | Casey Kasem          | Sergio Di Stefano   | Simone Mori         |
| Scrappy Doo   | Don Messick          | Claudio De Angelis  | Fabrizio Manfredi   |
| Yabba Doo     | Don Messick          | Dante Biagioni      | Dante Biagioni      |
| Dusty         | Frank Welker         | Fabrizio Manfredi   | Fabrizio Manfredi   |

## Episodi
| Stagione       | Episodi | Prima TV Originale |
| -------------- | ------- | ------------------ |
| Prima stagione | 39      | 25 settembre 1982  |